# Franziska Meyer
Pour les articles homonymes, voir Meyer.
Franziska Meyer, née le 2 juin 1991 est une coureuse cycliste allemande, spécialiste du 4-cross en VTT.

## Palmarès en VTT

### Championnats du monde
- Val di Sole 2016
  -  Médaillée d'argent du four-cross
- Val di Sole 2017
  - 5e du four-cross
- Val di Sole 2018
  - 6e du four-cross

### Championnats d'Allemagne
- 2015
  -  Championne d'Allemagne d'enduro
- 2016
  -  Championne d'Allemagne du four cross
- 2017
  -  Championne d'Allemagne du four cross
- 2018
  - 2e du championnat d'Allemagne du four cross

### Autre
- 2014
  - iXS German Downhill Cup